# Moll Flanders örömei és viszontagságai
A Moll Flanders örömei és viszontagságai (eredeti cím: The Fortunes and Misfortunes of the Famous Moll Flanders, de általában csak Moll Flanders) Daniel Defoe angol író 1722-ben megjelent regénye.
Magyarra fordította Vas István (Budapest, Új Magyar Könyvkiadó, 1956).

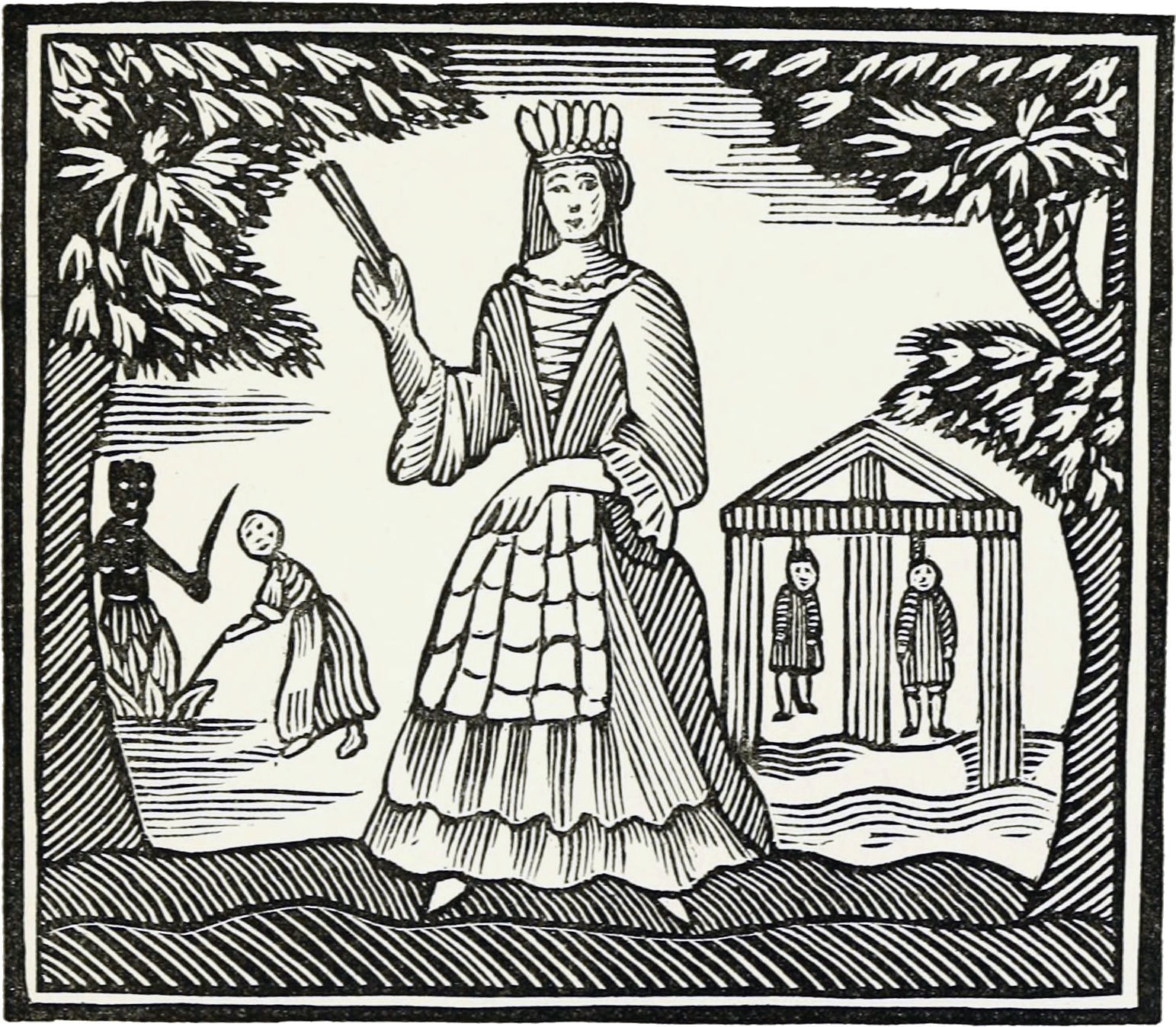
Moll Flanders

## Cselekménye
|  | Alább a cselekmény részletei következnek! |

Teljes címe néhány mellékmondatba sűrítve közli a történet vázát:
A híres Moll Flanders örömei és viszontagságai, nevezetesen, hogy a Newgate-börtönben született, s gyermekkorát nem számítva, életének hatvan évéből tizenkét évig szajha volt, ötször ment férjhez (egy ízben tulajdon öccséhez), tizenkét évig tolvajnő volt, nyolc évig Virginiába deportált fegyenc, végezetül meggazdagodott, tisztességes életre adta magát és bűntudatban halt meg.
A könyv a hősnő, Moll Flanders életútját tárja az olvasó elé, aki az alvilági környezetből sok kalandon, sorsfordulókon át tisztességes és vagyonos polgárrá válik. Gyermekként egy özvegyasszony veszi magához, rendezett körülmények közé kerül, megtanul illedelmesen viselkedni. Az özvegy halála után egy előkelő családnál a nagyobbik fiú szeretője lesz, de a kisebbikhez megy feleségül, aki valóban szereti. Férje évekkel később meghal, és Moll Flanders élettörténete egyre jobban bonyolódik. Miután Amerikában megtudja, hogy saját testvéréhez ment feleségül és így vérfertőzést követ el (immáron harmadik), férjét elhagyva visszatér Angliába. Sok éven át tolvajlásból él, ezzel kisebb vagyont is szerez. Végül letartóztatják, a börtönben megbánja bűneit és újból – de most mint deportált – Amerikába, Virginiába kerül, ahol örökség vár rá, és végre révbe jut.
|  | Itt a vége a cselekmény részletezésének! |

## Értékei, jelentősége
A regény erkölcsjavító szándéka nyilvánvaló, ezt a cím és az előszó is hangsúlyozza. „Úgy látszik, még a puritán angol polgár is szívesen olvasott ilyen történeteket, feltéve, hogy a szerző, mint Defoe, az előszavában biztosította, hogy művével az erkölcstelenséget akarja leleplezni, nincs a könyvben egy gonosz cselekedet sem, amely előbb vagy utóbb nem teszi véghezvivőjét boldogtalanná vagy szerencsétlenné. – idézi Szerb Antal, majd hozzáteszi: – Széles társadalomábrázolásával, kitűnő kalandjaival ez a könyv a Robinsonnál is szórakoztatóbb olvasmány.”
Defoe-t a korai realista regény (egyik) megteremtőjeként tartja nyilván az irodalomtörténet, „…regényei a realista életábrázolás és moralizáló karakterrajz valamiféle sajátosan naiv egyensúlyát valósítják meg, kétirányú ösztönzést adva ezzel a XVIII. századi angol regénynek.” Igaz ugyan, hogy a Moll Flanders a Robinsonnál közelebb áll a kalandokban bővelkedő pikareszk regényhez és ebben az író más, kevésbé ismert könyveivel rokon (Captain Singleton, 1720; Colonel Jack, 1722).
Defoe világszerte ismert műve, a Robinson Crusoe (1719) az idők folyamán ifjúsági regénnyé lett. A Moll Flanders már sikamlós tartalmánál fogva sem válhatott gyermekkönyvvé. Az erkölcsjavító szándékon kívül látszólag nincs is más kapcsolat a két könyv között. Moll a polgári társadalom peremén élő, sokszor vétkező nő, aki némi vagyonra áhítozik, hogy azután tisztességes életet éljen.
Alakja mégis hasonlít Robinsonéhoz: a társadalomtól távolra vetődött (Robinson), illetve annak perifériájára szorult (Moll) hős mindkét történetben egymaga, önmagára utalva igyekszik utat találni (persze az író támogatásával) a nyugodt polgári élethez. És akárcsak Robinson alakját, „Mollt is szívébe fogadja az olvasó, vétkeivel, erényeivel együtt, hiszen benne is küzdő, boldogságot kereső ember alakját formálta meg Defoe.”

## Magyarul
- Moll Flanders örömei és viszontagságai. Regény; ford. Vas István, bev., jegyz. Ungvári Tamás; Új Magyar Kiadó, Bp., 1956 (A világirodalom klasszikusai)
- A fegyenc Moll Flanders; ford. Vas István; Fátum-ars, Bp., 1993